# Арнанкур
Арнанкур (фр. Arnancourt) насеље је и општина у североисточној Француској у региону Шампања-Ардени, у департману Горња Марна која припада префектури Сен Дизје.
По подацима из 2011. године у општини је живело 104 становника, а густина насељености је износила 11,17 становника/km². Општина се простире на површини од 9,31 km². Налази се на средњој надморској висини од 216 метара.

## Демографија
| 1962. | 1968. | 1975. | 1982. | 1990. | 1999. | 2011. |
| ----- | ----- | ----- | ----- | ----- | ----- | ----- |
| 172   | 174   | 143   | 127   | 133   | 128   | 104   |

График промене броја становника у току последњих година